# جاستن تاكر
جاستن تاكر (بالإنجليزية: Justin Tucker)‏ هو لاعب كرة قدم أمريكية أمريكي، ولد في 21 نوفمبر 1989 في هيوستن في الولايات المتحدة.

## وصلات خارجية
- جاستن تاكر على موقع مرجع كرة القدم المحترفة.كوم (الإنجليزية)